# Sunetta vaginalis
Sunetta vaginalis is een tweekleppigensoort uit de familie van de Veneridae. De wetenschappelijke naam van de soort is voor het eerst geldig gepubliceerd in 1843 door Menke.